# 克拉托沃 (俄罗斯)
克拉托沃（羅馬化：Kratovo）是俄罗斯莫斯科州的市级镇，属州辖市拉缅斯科耶市（城市区），地处莫斯科州中东部，在区行政中心拉缅斯科耶西北、州府莫斯科东南侧，西北毗邻市级镇伊利因斯基，镇内设有同名火车停靠点。赫里潘（Хрипань）与库尼洛夫卡（Куниловка）两条小河在该镇交汇。
该地2021年人口有9,231人；2010年人口8,277；2002年人口6,855；1989年人口6,295。